# Camero Viejo
Die Comarca Camero Viejo ist eine der zwölf Comarcas in der autonomen Gemeinschaft La Rioja.
Die im Süden gelegene Comarca umfasst 12 Gemeinden auf einer Fläche von 298,04 km².

## Gemeinden
| Gemeinde             | Einwohner (2024) | Fläche km² | Dichte Einw./km² | Cod INE | Postleitzahl |
| -------------------- | ---------------- | ---------- | ---------------- | ------- | ------------ |
| Ajamil de Cameros    | 85               | 66,15      | 1                | 26004   | 26133        |
| Cabezón de Cameros   | 22               | 12,01      | 2                | 26035   | 26135        |
| Hornillos de Cameros | 12               | 11,90      | 1                | 26077   | 26133        |
| Jalón de Cameros     | 23               | 8,43       | 3                | 26081   | 26134        |
| Laguna de Cameros    | 115              | 41,60      | 3                | 26082   | 26135        |
| Leza de Río Leza     | 43               | 11,12      | 4                | 26088   | 26132        |
| Muro en Cameros      | 35               | 15,99      | 2                | 26101   | 26134        |
| Rabanera             | 31               | 13,81      | 2                | 26121   | 26133        |
| San Román de Cameros | 127              | 47,50      | 3                | 26132   | 26133        |
| Soto en Cameros      | 85               | 49,05      | 2                | 26146   | 26132        |
| Terroba              | 39               | 8,84       | 4                | 26147   | 26132        |
| Torre en Cameros     | 8                | 11,64      | 1                | 26153   | 26134        |
| Comarca Camero Viejo | 625              | 298,04     | 2                | –       | –            |

1. ↑  Instituto Nacional de Estadística Municipal Register of Spain